# Lampranthus reptans
Lampranthus reptans es una especie de planta suculenta perteneciente a la familia de las aizoáceas. Es originaria de Sudáfrica.

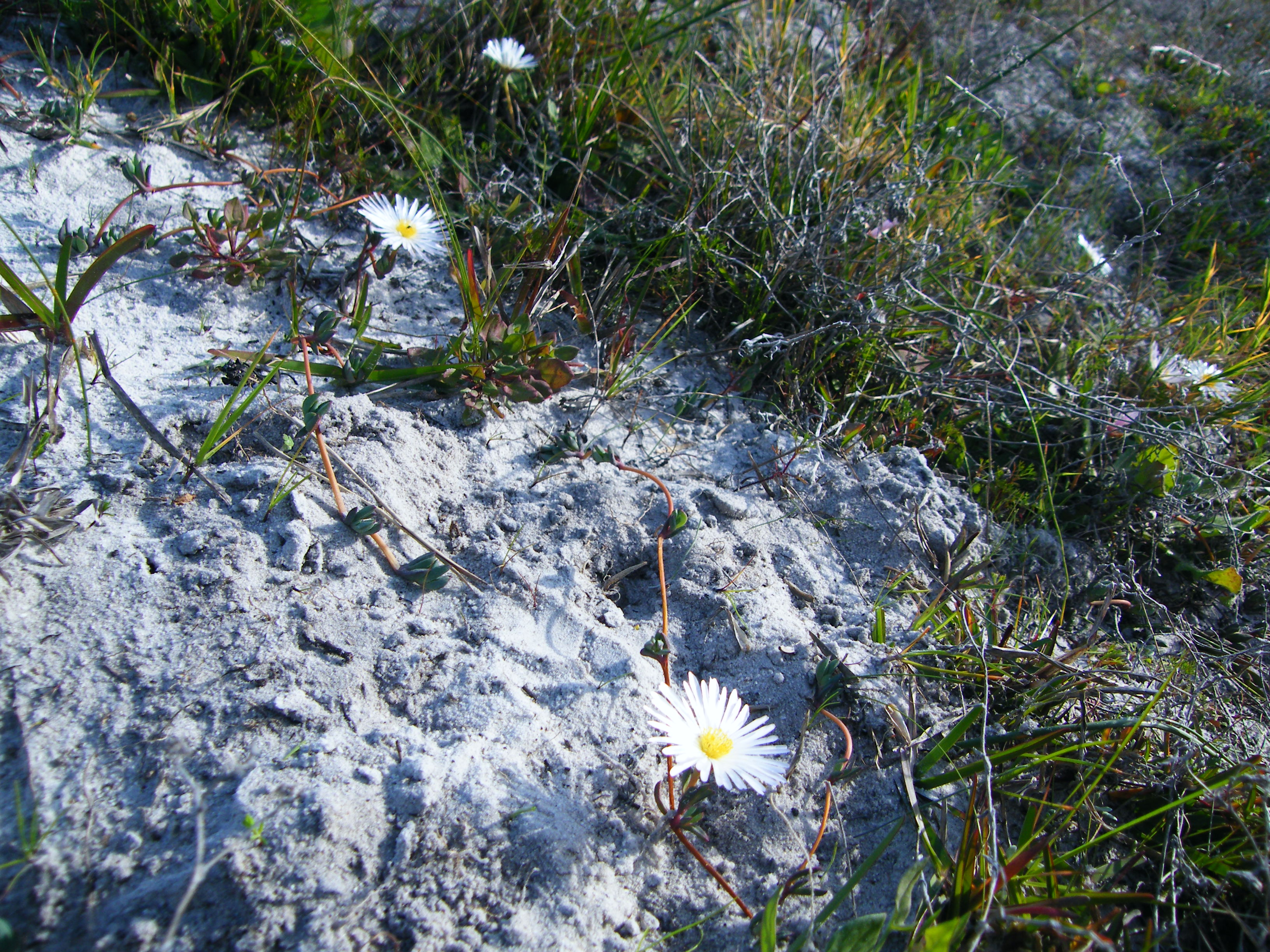
En su hábitat

## Descripción
Es una pequeña planta suculenta perennifolia que alcanza un tamaño de 4 a 8 cm de altura, con flores de color blanco, a una altitud de 30 a 300  metros en Sudáfrica.

## Taxonomía
Lampranthus reptans fue descrita por  (Aiton) N.E.Br., y publicado en The Gardeners' Chronicle, Ser. III. lxxxvii. 212. 1930.
Etimología
Lampranthus: nombre genérico que deriva de las palabras griegas: lamprós = "brillante" y ánthos = "flor".
reptans: epíteto latino que significa "rastrera".
Sinonimia
- Mesembryanthemum reptans Aiton (1789) basónimo[3][4]